# Sportvereniging Zulte Waregem
L'Sportvereniging Zulte Waregem és un club de futbol belga de la ciutat de Waregem.

## Història
El club neix el 2001 com a resultat de la fusió dels clubs Koninklijk Sportvereniging Waregem i Zultse Voetbalvereniging.
Evolució del nom del Zultse VV
- 1935: fundació del Voetbalclub Zulte Sportief, abandona la federació el 1939
- 1943: fundació del Voetbalclub Sportkring Zulte
- 1950: Voetbalclub Zulte Sportief retorna a la federació
- 1957: el Voetbalclub Sportkring Zulte esdevé Sportkring Zulte
- 1976: fusió dels dos clubs de Zulte esdevenint Zultse Voetbalvereniging

Evolució del nom del Koninklijk Sportvereniging Waregem
- 1925: fundació del Waereghem Sportif
- 1928: fundació del Red Star Waereghem
- 1935: el Waereghem Sportif esdevé Football Club Waereghem Sportief
- 1946: fusió dels dos clubs esdevenint Sportvereeniging Waregem
- 1951: obtenció del títol de Société Royale esdevenint Koninklijk Sportvereniging Waregem

## Palmarès
- Copa belga de futbol (2):
  - 1974 (KSV Waregem), 2005-06
- Supercopa belga de futbol (1):
  - 1982 (KSV Waregem)

## Futbolistes destacats
- Tony Sergeant
- Pieter Merlier
- Salou Ibrahim
- Frédéric Dupré
- Dragan Mrđa

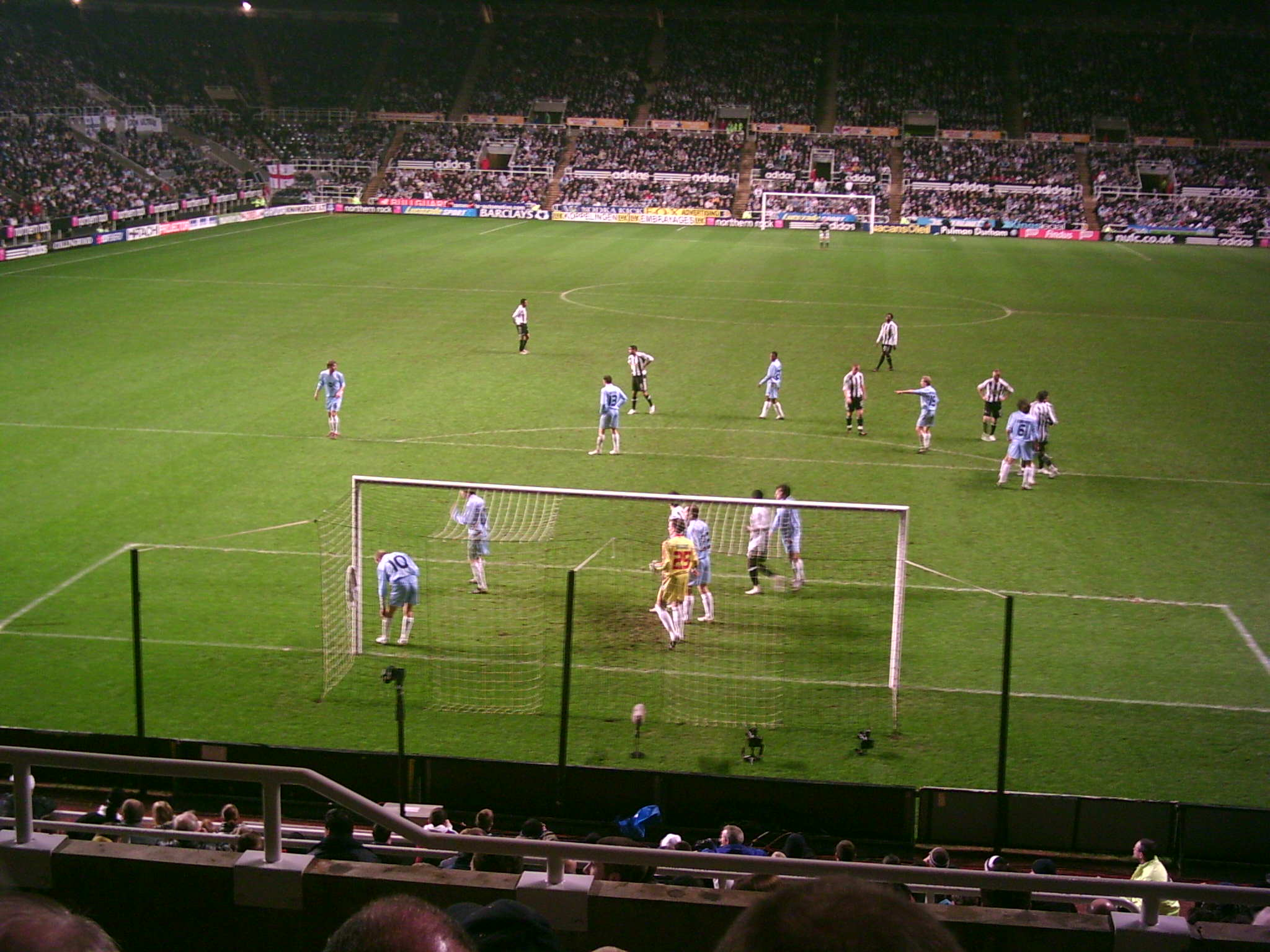
Zulte Waregem jugant enfront Newcastle United FC a la Copa de la UEFA.

- Juan Diego González-Vigil